# Día de la Aviación Civil Internacional

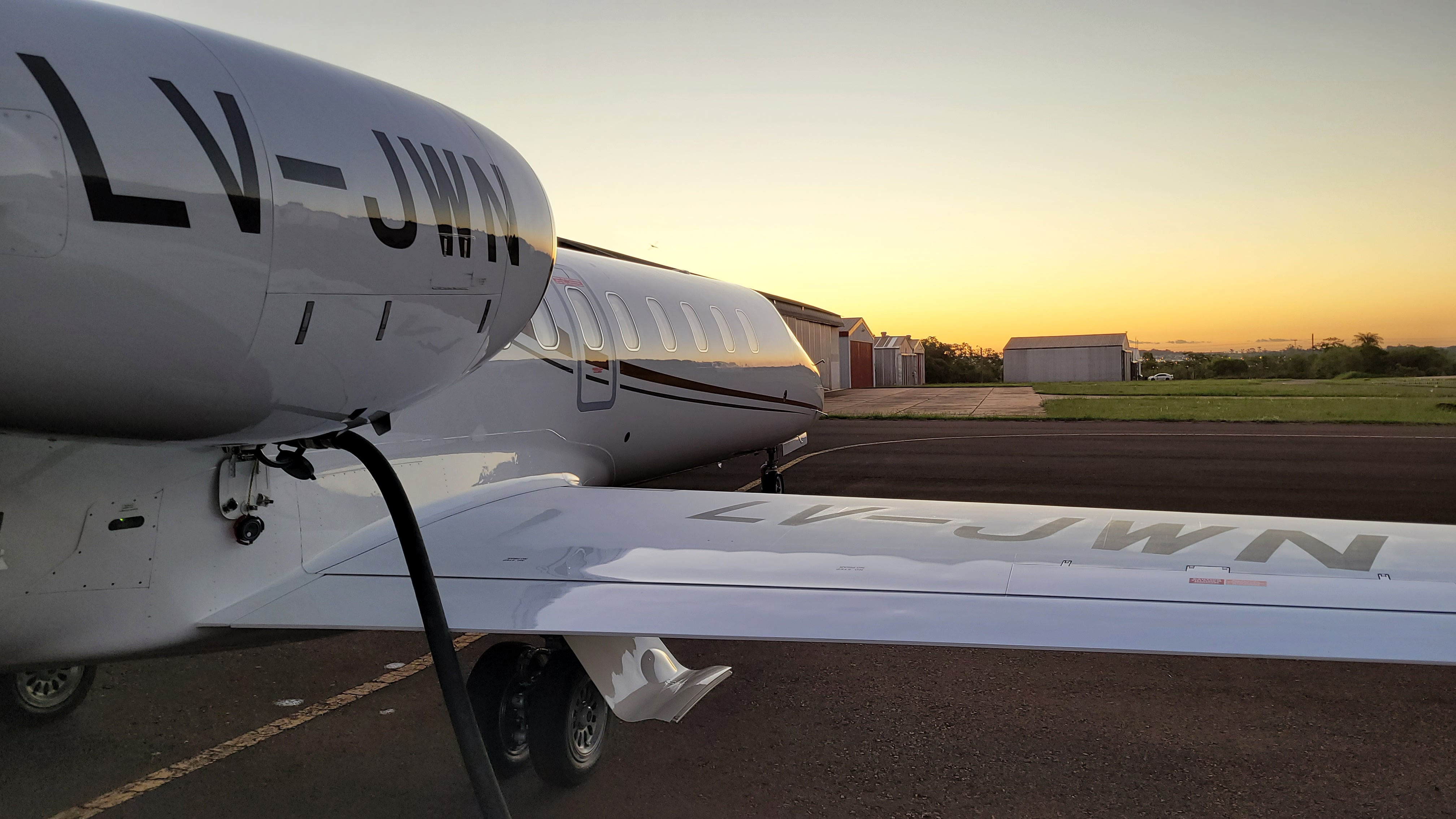
Moderno Learjet 75 de la aviación civil en el aeropuerto de Posadas, Argentina.

El Día de la Aviación Civil Internacional es una celebración anual que se lleva a cabo el 7 de diciembre desde 1994, fue establecido por la Asamblea General de las Naciones Unidas en 1996.

## Proclamación
El Día de la Aviación Civil Internacional fue oficialmente proclamado por la Asamblea General de las Naciones Unidas el 6 de diciembre de 1996, en respuesta a una iniciativa presentada por la Organización de Aviación Civil Internacional (OACI) y con el apoyo del gobierno canadiense. Esta proclamación se realizó para conmemorar el papel crucial que desempeña la aviación civil internacional en el desarrollo económico y social global y para reconocer la labor de la OACI en la promoción de la cooperación entre los Estados. Este día tiene como objetivo aumentar la conciencia mundial sobre la importancia de la aviación civil para el progreso de las naciones.

## Celebración
La celebración tiene lugar cada 7 de diciembre, fecha elegida para conmemorar la firma del Convenio sobre Aviación Civil Internacional en 1944, que estableció las bases para el desarrollo de la aviación civil internacional en un contexto de paz y cooperación global. La primera conmemoración oficial del Día de la Aviación Civil Internacional se realizó en 1994,organizada por la OACI para celebrar su 50º aniversario, antes de ser reconocida oficialmente por la ONU en 1996. Las actividades que se realizan incluyen conferencias, seminarios y campañas de sensibilización organizadas por la OACI y otras instituciones del sector aeronáutico, enfocadas en temas como la seguridad aérea, la sostenibilidad y la innovación en la aviación.

## Temas
Cada año, o en ciclos de varios años, la OACI establece un tema específico para guiar las celebraciones del Día de la Aviación Civil Internacional, con el objetivo de reflejar las prioridades y desafíos actuales de la aviación mundial.
- 1994: Primer Dia de la Aviación Civil International[6]
- 1995: El avión en nuestra vida[8]
- 1996: Una aviación civil más segura gracias a los satélites[9]
- 1997: Acrecentamiento de la seguridad de vuelo mediante la cooperación a escala mundial[10]
- 1998: Volando con seguridad hacia el siglo XXI[11]
- 1999: La promoción de la amistad y el entendimiento mundiales[12]
- 2000: Aplicación de los SARPS de la OACI - La clave para la seguridad y la eficiencia de la aviación[13]
- 2001: Vuelo entre Naciones - Diálogo entre pueblos[14]
- 2002: Cien años de Vuelo propulsado, sostenido y controlado[15]
- 2003: La OACI-60 años dictando las normas para la aviación civil internacional[16]
- 2004: Cooperación internacional: Soluciones para los retos mundiales de la aviación[17]
- 2005: Hacia una aviación más ecológica[18]
- 2006: La seguridad operacional y la seguridad de la aviación — en primer lugar y siempre, la máxima prioridad[19]
- 2007: El transporte aéreo mundial – impulsor del desarrollo económico, social y cultural sostenible[20]
- 2008: La aviación del mañana — un mundo de oportunidades para el personal aeronáutico cualificado[21]
- 2009: 65 años potenciando a la comunidad mundial a través de la aviación[7]
- 2010: Una aviación segura, protegida y sostenible para nuestro planeta[22]
- 2011: Asistencia y cooperación para un transporte aéreo sostenible a escala mundial[22][23]
- 2012: La aviación: su conexión fiable con el mundo[24]
- 2013: Evolucionando para responder a los desafíos del transporte aéreo en el siglo XXI[25]
- 2014: Cooperación para el progreso de la aviación mundial: Celebración de 70 años del Convenio de Chicago[26]
- 2015 - 2018: Trabajando unidos con el objetivo de que ningún país se quede atrás[22][27][28]
- 2019: 75 Años Conectando al Mundo[22][29]
- 2020 - 2023: Advancing Innovation for Global Aviation Development,[22][30] Fomentar la innovación para el desarrollo de la aviación mundial[3]